# C/1861 G1 (Thatcher)
C/1861 G1 (Thatcher) este o cometă cu perioadă lungă, de aproape 415 ani, descoperită de către A. E. Thatcher. Ea este corpul părinte al ploii de meteori Lyride. Carl Wilhelm Baeker a găsit, în mod independent, această cometă. Cometa a trecut la 0,335 u.a. (50,1 milioane de kilometri) de Terra la 5 mai 1861, iar ultimul său periheliu a avut loc la 3 iunie 1861.